# Reprezentacja Wysp Owczych w piłce nożnej mężczyzn
Reprezentacja Wysp Owczych w piłce nożnej mężczyzn – drużyna piłkarska, reprezentująca Wyspy Owcze, terytorium zależne Danii na Morzu Norweskim. Jest członkiem UEFA i FIFA. Za funkcjonowanie odpowiedzialny jest Związek Piłkarski Wysp Owczych (far. Fótbóltssamband Føroya). Piłkarze to w dużej mierze amatorzy i hobbyści tego sportu.

## Aktualny sztab szkoleniowy
- Håkan Ericson(inne języki) – selekcjoner
- Jóannes Jakobsen – II trener
- Jákup Mikkelsen – trener bramkarzy
- Elmar Ósá – lekarz kadry
- Pero Sore – lekarz kadry
- Álvur Hansen – fizjoterapeuta
- Øssur Steinhólm – fizjoterapeuta
- Bárður Lava Olsen – menażer strojów
- Hans Erik Danielsen – rzecznik prasowy

## Historia
Historia męskiej reprezentacji Wysp Owczych w piłce nożnej nie obfituje w wielkie zdarzenia na skalę międzynarodowego futbolu. Rozpoczyna się ona w roku 1930, kiedy farerska drużyna zaczęła swe nieoficjalne rozgrywki. Pierwszym meczem było wyjazdowe spotkanie 10 czerwca 1930 z Szetlandami, wygrane przez gospodarzy 5:1. Na pierwszy remis przyszło im czekać dwa dni, kiedy 12 czerwca, w meczu z tym samym przeciwnikiem padł wynik 1:1, zaś pierwsze zwycięstwo nastąpiło 29 lipca 1948 w kolejnym meczu z Szetlandami, w ramach turnieju Adam Shield, rozgrywanego przez kilkanaście lat jedynie między reprezentacjami Wysp Owczych i Szetlandów.
W ciągu pierwszych 58 lat istnienia Wyspy Owcze umacniały swą pozycję wśród niezrzeszonych z FIFA drużyn. Swe największe zwycięstwa odniosły 2 lipca 1980, pokonując Grenlandię 6:0, 6 lipca 1989 Anglesey 6:0 oraz 12 lipca 1989, Wyspy Alandzkie 7:1. Z drugiej jednak strony był to też czas największej porażki w historii tej drużyny, która uległa Islandii 0:9 10 lipca 1985.
 Lista nieoficjalnych meczów farerskiej reprezentacji narodowej znajduje się w artykule: Nieoficjalne mecze piłkarskie reprezentacji Wysp Owczych w piłce nożnej.
Wyspy Owcze rozpoczęły swe starania o członkostwo w FIFA w roku 1979, kiedy powstał Fótbóltssamband Føroya, czyli Farerski Związek Piłki Nożnej. Reprezentacja ta stała się oficjalnym członkiem FIFA i UEFA w 1988, jednak mecze nieoficjalne trwały jeszcze do 1991 roku. W tym czasie Wyspy Owcze brały udział w Island Games, zajmując w roku 1989 i 1991 pierwsze miejsca, w pierwszym wynikało to z układu grupy, w drugim z finału rozegranego z Ynys Môn, który Farerczycy wygrali 2:0.
Pierwszy, oficjalny mecz Wyspy Owcze rozegrały z Islandią 24 czerwca 1988, przegrany 0:1. Na zwycięstwo wyspiarzy czekać trzeba było do następnego meczu przeciwko Kanadzie, pokonanej 1:0. Ważnym meczem dla farerskiej piłki jest pierwsze w historii spotkanie eliminacji Euro 1992. Farerczycy pokonali wtedy, 12 września 1990, w szwedzkiej Landskronie reprezentację Austrii 1:0, następne mecze eliminacyjne, poza spotkaniem z Irlandią Północną, zremisowanym 1:1, Farerczycy przegrali.
Kolejne eliminacje do Mistrzostw Europy nie przysporzyły wielu zwycięstw farerskiej reprezentacji, jedynie 3:0 i 3:1 przeciw San Marino w czasie eliminacji do Euro 1996. Prócz tego wyspiarze czterokrotnie remisowali, dwa razy ze Szkocją (1:1, 2:2), Litwą (0:0) oraz Bośnią i Hercegowiną (2:2).
Eliminacje do Euro 2008 nie dały Farerczykom żadnych punktów, Rógvi Jacobsen z czterema bramkami, uplasował się na piątym miejscu w grupie pod względem ilości zdobytych bramek.
Eliminacji do Mistrzostw Świata w Piłce Nożnej, wyspiarze również nie mogą zaliczyć do udanych. Nie zdobyli żadnych punktów w eliminacjach do turnieju z 1994 roku, cztery lata później pokonali dwukrotnie Maltę 2:1, zdobywając sześć punktów. Następnie w eliminacjach do Mistrzostw Świata 2002, zdobyli siedem punktów, remisując ze Słowenią (2:2) i dwa razy pokonując Luksemburg (2:0, 1:0). Cztery lata później zaliczyli jedynie jeden remis 2:2 z Cyprem.
W grudniu 1999 roku Wyspy Owcze osiągnęły najwyższą w historii, 94. lokatę w rankingu FIFA.
W eliminacjach do Mistrzostw Świata 2010 przegrali większość meczów – z Serbią (0:2), Rumunią (0:1) oraz Litwą (0:1). Po tych meczach trener Jógvan Martin Olsen zakończył współpracę z reprezentacją, a zastąpił go Irlandczyk Brian Kerr, który trenował narodowy skład swego kraju w latach 2003–2005. 9 września 2009 reprezentacja odniosła największy sukces tych eliminacji wygrywając u siebie z Litwą 2:1.
Po eliminacjach zakończona została współpraca z Brianem Kerrem, podpisany został natomiast kontrakt z Larsem Olsenem, byłym piłkarzem reprezentacji Danii oraz trenerem klubów Randers FC, a potem Odense BK.
 Lista oficjalnych meczów farerskiej reprezentacji narodowej znajduje się w artykule: Lista meczów reprezentacji Wysp Owczych w piłce nożnej.

## Eliminacje doMistrzostw Europy w Piłce Nożnej 2016

### Grupa F
| Zespół            | Pkt | M  | W | R | P | Br+ | Br− | +/− |
| ----------------- | --- | -- | - | - | - | --- | --- | --- |
| Irlandia Północna | 21  | 10 | 6 | 3 | 1 | 16  | 8   | +8  |
| Rumunia           | 20  | 10 | 5 | 5 | 0 | 11  | 2   | +9  |
| Węgry             | 16  | 10 | 4 | 4 | 2 | 11  | 9   | +2  |
| Finlandia         | 12  | 10 | 3 | 3 | 4 | 9   | 10  | -1  |
| Wyspy Owcze       | 6   | 10 | 2 | 0 | 8 | 6   | 17  | -11 |
| Grecja            | 6   | 10 | 1 | 3 | 6 | 7   | 14  | -7  |

|                   | Grecja | Węgry | Rumunia | Finlandia | Irlandia Północna | Wyspy Owcze |
| ----------------- | ------ | ----- | ------- | --------- | ----------------- | ----------- |
| Grecja            | X      | 4:3   | 0:1     | 0:1       | 0:2               | 0:1         |
| Węgry             | 0:0    | X     | 0:0     | 1:0       | 1:2               | 2:1         |
| Rumunia           | 0:0    | 1:1   | X       | 1:1       | 2:0               | 1:0         |
| Finlandia         | 1:1    | 0:1   | 0:2     | X         | 1:1               | 1:0         |
| Irlandia Północna | 3:1    | 1:1   | 0:0     | 2:0       | X                 | 2:1         |
| Wyspy Owcze       | 2:1    | 0:1   | 0:3     | 1:3       | 1:3               | X           |

## Eliminacje doMistrzostw Świata w Piłce Nożnej 2018

### Grupa B
| Zespół      | Pkt | M  | W | R | P | Br+ | Br− | +/− |
| ----------- | --- | -- | - | - | - | --- | --- | --- |
| Portugalia  | 27  | 10 | 9 | 0 | 1 | 32  | 4   | +28 |
| Szwajcaria  | 27  | 10 | 9 | 0 | 1 | 23  | 7   | +16 |
| Węgry       | 13  | 10 | 4 | 1 | 5 | 14  | 14  | 0   |
| Wyspy Owcze | 9   | 10 | 2 | 3 | 5 | 4   | 16  | -12 |
| Łotwa       | 7   | 10 | 2 | 1 | 7 | 7   | 18  | -11 |
| Andora      | 4   | 10 | 1 | 1 | 8 | 2   | 23  | -21 |

|             | Portugalia | Szwajcaria | Węgry | Wyspy Owcze | Łotwa | Andora |
| ----------- | ---------- | ---------- | ----- | ----------- | ----- | ------ |
| Portugalia  | X          | 2:0        | 3:0   | 5:1         | 4:1   | 6:0    |
| Szwajcaria  | 2:0        | X          | 5:2   | 2:0         | 1:0   | 3:0    |
| Węgry       | 0:1        | 2:3        | X     | 1:0         | 3:1   | 4:0    |
| Wyspy Owcze | 0:6        | 0:2        | 0:0   | X           | 0:0   | 1:0    |
| Łotwa       | 0:3        | 0:3        | 0:2   | 0:2         | X     | 4:0    |
| Andora      | 0:2        | 1:2        | 1:0   | 0:0         | 0:1   | X      |

## Eliminacje doMistrzostw Europy w Piłce Nożnej 2020

### Grupa F
| Zespół      | Pkt | M  | W | R | P | Br+ | Br− | +/− |
| ----------- | --- | -- | - | - | - | --- | --- | --- |
| Hiszpania   | 26  | 10 | 8 | 2 | 0 | 31  | 5   | +26 |
| Szwecja     | 21  | 10 | 6 | 3 | 1 | 23  | 9   | +14 |
| Norwegia    | 17  | 10 | 4 | 5 | 1 | 19  | 11  | +8  |
| Rumunia     | 14  | 10 | 4 | 2 | 4 | 17  | 15  | +2  |
| Wyspy Owcze | 3   | 10 | 1 | 0 | 9 | 4   | 30  | -26 |
| Malta       | 3   | 10 | 1 | 0 | 9 | 3   | 27  | -24 |

|             | Hiszpania | Szwecja | Norwegia | Rumunia | Wyspy Owcze | Malta |
| ----------- | --------- | ------- | -------- | ------- | ----------- | ----- |
| Hiszpania   | X         | 3:0     | 2:1      | 5:0     | 4:0         | 7:0   |
| Szwecja     | 1:1       | X       | 1:1      | 2:1     | 3:0         | 3:0   |
| Norwegia    | 1:1       | 3:3     | X        | 2:2     | 4:0         | 2:0   |
| Rumunia     | 1:2       | 0:2     | 1:1      | X       | 4:1         | 1:0   |
| Wyspy Owcze | 1:4       | 0:4     | 0:2      | 0:3     | X           | 1:0   |
| Malta       | 0:2       | 0:4     | 1:2      | 0:4     | 2:1         | X     |

## Kadra

### Aktualny skład kadry
Reprezentacja Wysp Owczych, stan na 12 października 2023:
| Nr         | Imię i nazwisko      | Data urodzenia | Występy   | Gole      | Obecny klub                 | Debiut                            |           |
| Bramkarze  | Bramkarze            | Bramkarze      | Bramkarze | Bramkarze | Bramkarze                   | Bramkarze                         | Bramkarze |
| ---------- | -------------------- | -------------- | --------- | --------- | --------------------------- | --------------------------------- | --------- |
|            | Mattias Lamhauge     | 02.08.1999     | 5         | 0         | B36 Tórshavn                | vs. Liechtenstein 20.03.2022      |           |
|            | Bárður á Reynatrøð   | 08.01.2000     | 1         | 0         | Víkingur Gøta               | vs. Macedonia Północna 27.03.2023 |           |
|            | Bjarti Mørk          | 07.06.2001     | 0         | 0         | HB Tórshavn                 |                                   |           |
| Obrońcy    |                      |                |           |           |                             |                                   |           |
|            | Sonni Nattestad      | 05.08.1994     | 47        | 3         | B36 Tórshavn                | vs. Malta 19.11.2013              |           |
|            | Gunnar Vatnhamar     | 29.03.1995     | 32        | 2         | Knattspyrnufélagið Víkingur | vs. Łotwa 22.03.2018              |           |
|            | Odmar Færø           | 01.11.1989     | 54        | 1         | KÍ Klaksvík                 | vs. Islandia 15.08.2012           |           |
|            | Hørður Askham        | 22.09.1994     | 13        | 0         | Akademisk BK                | vs. Szwecja 05.09.2019            |           |
|            | Bartal Wardum        | 03.03.1997     | 2         | 0         | HB Tórshavn                 | vs. Litwa 11.11.2020              |           |
|            | Andrias Edmundsson   | 18.12.2000     | 2         | 0         | Chojniczanka Chojnice       | vs. Kosowo 19.11.2022             |           |
|            | Viljormur Davidsen   | 19.07.1991     | 70        | 4         | HB Tórshavn                 | vs. Szwecja 11.06.2013            |           |
|            | Ari Jónsson          | 22.07.1994     | 18        | 1         | HB Tórshavn                 | vs. Irlandia 07.06.2013           |           |
|            | Jóannes Danielsen    | 10.09.1997     | 10        | 0         | KÍ Klaksvík                 | vs. Malta 15.10.2019              |           |
|            | Hanus Sørensen       | 19.02.2001     | 3         | 0         | HB Tórshavn                 | vs. Czechy 16.11.2022             |           |
| Pomocnicy  |                      |                |           |           |                             |                                   |           |
|            | Jákup Andreasen      | 31.05.1998     | 19        | 1         | KÍ Klaksvík                 | vs. Andora 06.09.2020             |           |
|            | Brandur Olsen        | 19.12.1995     | 22        | 3         | Fredrikstad FK              | vs. Irlandia Północna 11.10.2014  |           |
|            | René Joensen         | 08.02.1993     | 45        | 3         | KÍ Klaksvík                 | vs. Islandia 15.08.2012           |           |
|            | Jóannes Bjartalíð    | 10.07.1996     | 26        | 2         | Fredrikstad FK              | vs. Szwecja 05.09.2019            |           |
|            | Stefan Radosavljevic | 08.09.2000     | 6         | 1         | Sligo Rovers F.C.           | vs. Czechy 16.11.2022             |           |
|            | Sølvi Vatnhamar      | 05.05.1996     | 67        | 2         | Víkingur Gøta               | vs. Malta 19.11.2013              |           |
| Napastnicy |                      |                |           |           |                             |                                   |           |
|            | Andrass Johansen     | 16.11.2001     | 2         | 0         | B36 Tórshavn                | vs. Albania 20.06.2023            |           |
|            | Jóan Edmundsson      | 26.07.1991     | 81        | 8         | Knattspyrnufélag Akureyrar  | vs. Francja 12.08.2009            |           |
|            | Petur Knudsen        | 21.04.1998     | 10        | 0         | El Paso Locomotive FC       | vs. Austria 28.08.2021            |           |
|            | Klæmint Olsen        | 17.07.1990     | 58        | 10        | Breiðablik UBK              | vs. Niemcy 07.09.2012             |           |
|            | Pætur Petersen       | 29.03.1998     | 3         | 0         | Knattspyrnufélag Akureyrar  | vs. Czechy 16.11.2022             |           |

### Piłkarze powoływani do kadry w 2016 roku
Następujący gracze brali udział w spotkaniach reprezentacji Wysp Owczych w 2016 roku:
| Imię i nazwisko    | Data urodzenia | Występy   | Gole      | Obecny klub     | Debiut                       | Ostatnie powołanie           |           |
| Bramkarze          | Bramkarze      | Bramkarze | Bramkarze | Bramkarze       | Bramkarze                    | Bramkarze                    | Bramkarze |
| ------------------ | -------------- | --------- | --------- | --------------- | ---------------------------- | ---------------------------- | --------- |
| Símun Hansen       | 10.04.1987     | 0         | 0         | NSÍ Runavík     |                              | vs. Liechtenstein 28.03.2016 |           |
| Kristian Joensen   | 21.12.1992     | 0         | 0         | KÍ Klaksvík     |                              | vs. Portugalia 10.10.2016    |           |
| Obrońcy            |                |           |           |                 |                              |                              |           |
| Rógvi Baldvinsson  | 06.12.1989     | 23        | 2         | FK Vidar        | vs. Słowenia 03.06.2011      | vs. Portugalia 10.10.2016    |           |
| Pomocnicy          |                |           |           |                 |                              |                              |           |
| Árni Frederiksberg | 13.06.1992     | 2         | 0         | NSÍ Runavík     | vs. Rumunia 11.10.2015       | vs. Portugalia 10.10.2016    |           |
| Róaldur Jakobsen   | 23.01.1991     | 3         | 1         | B36 Tórshavn    | vs. Finlandia 07.09.2014     | vs. Łotwa 07.10.2016         |           |
| Pól Justinussen    | 13.01.1989     | 23        | 0         | NSÍ Runavík     | vs. Szkocja 16.11.2010       | vs. Portugalia 10.10.2016    |           |
| Tróndur Jensen     | 02.06.1993     | 2         | 0         | HB Tórshavn     | vs. Liechtenstein 28.03.2016 | vs. Kosowo 07.10.2016        |           |
| Bogi Petersen      | 20.02.1993     | 1         | 0         | ÍF Fuglafjørður | vs. Kosowo 07.10.2016        | vs. Kosowo 07.10.2016        |           |
| Napastnicy         |                |           |           |                 |                              |                              |           |
| Finnur Justinussen | 30.03.1989     | 3         | 0         | Víkingur Gøta   | vs. Islandia 15.08.2012      | vs. Kosowo 03.06.2016        |           |
| Páll Klettskarð    | 17.05.1990     | 12        | 0         | KÍ Klaksvík     | vs. Tajlandia 21.02.2013     | vs. Portugalia 10.10.2016    |           |
| Heini Vatnsdal     | 18.10.1992     | 7         | 0         | Fremad Amager   | vs. Irlandia 07.06.2013      | vs. Portugalia 10.10.2016    |           |

## Udział wMistrzostwach Świata
- 1930 – 1990 – Nie brały udziału (nie były członkiem FIFA)
- 1994 – 2022 – Nie zakwalifikowały się

## Udział wMistrzostwach Europy
- 1960 – 1988 – Nie brały udziału (nie były członkiem UEFA)
- 1992 – 2020 – Nie zakwalifikowały się

## Rekordziści
Stan na październik 2016. 

### Najwięcej występów w kadrze
| #  | Nazwisko            | Lata gry w kadrze | Mecze |
| -- | ------------------- | ----------------- | ----- |
| 1. | Fróði Benjaminsen   | 1999-             | 89    |
| 2. | Óli Johannesen      | 1992-2007         | 83    |
| 3. | Jákup Mikkelsen     | 1995-2012         | 73    |
| 4. | Jens Martin Knudsen | 1988-2006         | 65    |
| 5. | Julian Johnsson     | 1995-2006         | 62    |
| 6. | Jákup á Borg        | 1998-2010         | 61    |
| 7. | John Petersen       | 1995-2004         | 57    |
| 8. | Allan Mørkøre       | 1990-2001         | 54    |
| 9. | Rógvi Jacobsen      | 1999-2009         | 53    |
| 9. | Súni Olsen          | 2001-2013         | 53    |

Pogrubiono piłkarzy branych pod uwagę przy ustalaniu obecnej kadry.

### Najwięcej goli w kadrze
| #   | Nazwisko             | Lata gry w kadrze | Mecze (Gole) |
| --- | -------------------- | ----------------- | ------------ |
| 1.  | Rógvi Jacobsen       | 1999-2009         | 53 (10)      |
| 2.  | Todi Jónsson         | 1991-2005         | 45 (9)       |
| 3.  | Uni Arge             | 1992-2002         | 37 (8)       |
| 4.  | Fróði Benjaminsen    | 1999-             | 89 (6)       |
| 4.  | Jóan Edmundsson      | 2009-             | 38 (6)       |
| 4.  | John Petersen        | 1995-2004         | 57 (6)       |
| 7.  | Christian Holst      | 2003-             | 49 (4)       |
| 7.  | Julian Johnsson      | 1995-2006         | 62 (4)       |
| 7.  | Jan Allan Müller     | 1988-1998         | 34 (4)       |
| 10. | Arnbjørn Hansen      | 2006-2014         | 18 (3)       |
| 10. | Jens Kristian Hansen | 1995-2004         | 44 (3)       |
| 10. | Hallur Hansson       | 2012-             | 25 (3)       |
| 10. | Súni Olsen           | 2001-2013         | 53 (3)       |
| 10. | Kurt Mørkøre         | 1988-2001         | 37 (3)       |

Pogrubiono piłkarzy branych pod uwagę przy ustalaniu obecnej kadry.

## Trenerzy reprezentacji Wysp Owczych od 1988
- 1988-1993 –  Páll Guðlaugsson
- 1993-2001 –  Allan Simonsen
- 2002-2005 –  Henrik Larsen
- 2005-2009 –  Jógvan Martin Olsen
- 2009-2011 –  Brian Kerr
- 2011-2019 –  Lars Olsen
- od 2019 -  Håkan Ericson